# Qihoo 360
Qihoo 360 (chiń. 奇虎360), pełna nazwa 360 Security Technology Co., Ltd. (chiń. 三六零安全科技股份有限公司) – chińskie przedsiębiorstwo specjalizujące się w produkcji oprogramowania antywirusowego. Zostało założone w 2005 roku. Na rynku międzynarodowym oferuje pakiet bezpieczeństwa 360 Total Security.